# Walter Kappacher
Walter Kappacher (Salzburgo, 24 de octubre de 1938-Salzburgo, 24 de mayo de 2024) fue un escritor austriaco.

## Trayectoria
Creció en su ciudad natal, Salzburgo, y trabajó inicialmente como mecánico de motos. 
Kappacher comenzó a escribir en 1964. Se dio a conocer por su novela Nur fliegen ist schöner, de 1973. Se han traducido al español Selina o la otra vida (aparecida en 2005) y El palacio de las moscas, en 2012 (Der Fliegenpalast, publicada originariamente en 2009).
Kappacher vivió en Obertrum (Austria). Fue miembro del P.E.N. club austriaco. En 2009, recibió el mayor premio de Literatura de lengua alemana, el Georg Büchner.

## Obras
- Nur fliegen ist schöner, Salzburgo, 1973.
- Morgen, Salzburgo 1975 (nueva ed., 2009).
- Die Werkstatt, Salzburgo, 1975.
- Rosina, Salzburgo, 1978.
- Die irdische Liebe, Stuttgart, 1979.
- Die Jahre vergehen, Salzburgo, 1980, libreto en colaboración.
- Der lange Brief, Stuttgart, 1982 (nueva ed., Viena 2007).
- Gipskopf, Graz, 1984.
- Cerreto. Aufzeichnungen aus der Toscana, Salzburgo, 1989, con dibujos propios.
- Touristomania oder Die Fiktion vom aufrechten Gang, Viena, 1990.
- Ein Amateur, Viena, 1993 (nueva ed., 2009).
- Wer zuerst lacht, Viena, 1997, con otros.
- Silberpfeile, Viena, 2000 (nueva ed. 2009), con otros.
- Selina oder Das andere Leben, Viena, 2005. Trad. al español: Selina o la otra vida, Buenos Aires, Adriana Hidalgo, 2011.
- Hellseher sind oft Schwarzseher, Warmbronn, 2007.
- Der Fliegenpalast, St. Pölten, Salzburgo, 2009. Trad. al español: El palacio de las moscas", Valencia, Pre-Textos, 2012
- Schönheit des Vergehens, Salzburgo, 2009, volumen de fotos.
- Marilyn Monroe liest Ulysses, Warmbronn, 2010. Noticias, fragmentos y fotografías, con epílogo de Matthias Bormuth.

## Condecoraciones
- 1977 Premio de Literatura del Estado austriaco
- 1985 Rauriser Literaturpreis
- 1986 Premio de Literatura del Kulturkreis der Deutschen Wirtschaft
- 2004 Premio de Literatura Hermann-Lenz
- 2006 Premio de Arte en la región de Salzburgo
- 2009 Premio Georg Büchner

## Biografía
- Christina Höfferer y Andreas Kloner: Ein Seltener. Walter Kappacher, ORF-Radiofeature 2009, 40 min.